# Гордон, Александр, 7-й маркиз Абердин и Темер
Александр Джордж Гордон, 7-й маркиз Абердин и Темер (англ. Alexander George Gordon, 7th Marquess of Aberdeen and Temair; 31 марта 1955 — 12 марта 2020) — шотландский пэр. С 1984 по 2002 год он носил титул учтивости — лорд Хаддо.

## Биография
Родился 31 марта 1955 года. Единственный сын Аластера Гордона, 6-го маркиза Абердина и Темера (1920—2002), и Энн Барри (1924—2007), дочери подполковника Черной стражи Джеральда Барри (1896—1977), и леди Маргарет Плейделл-Бувери (1903—2002).
Александр Гордон получил образование в Котхилл-хаусе, Абингдоне и школе Харроу.
В 1998 году он был назначен заместителем лейтенанта графства Абердиншир.
Вдовствующая маркиза является покровительницей хорового и оперного общества Хаддо-хауса.

## Брак и дети
В 1981 году Александр Гордон женился на Джоанне Клодах Хоулдсворт, дочери майора Иэна Джорджа Генри Хоулдсворта (род. 1921) и Клоды Мюррей (род. 1928). У супругов было четверо детей:
- Джордж Иэн Аластер Гордон, 8-й маркиз Абердин и Темер (род. 4 мая 1983). Он женился[4] на Изабель Коатен[5]. У них трое сыновей и одна дочь:
  - Иво Александр Ниниан Гордон, граф Хаддо (род. 18 июля 2012)[6]
  - Лорд Джонни Дэвид Неемия Гордон (род. 23 июня 2014)[7]
  - Леди Кристабель Александра Лулли Гордон (род. 1 марта 2016)[7]
  - Лорд Луис Джордж Соломон Гордон (род. 5 сентября 2018)[8]
- Лорд Сэм Дадли Гордон (род. 25 октября 1985). Лорд Сэм женат на Изабель Тэтам. У них есть один сын и одна дочь:
  - Берти Райф Дадли Гордон (род. 30 августа 2016)[9]
  - Лара Софи Бебе Гордон (род. 21 сентября 2018)[8]
- Леди Анна Кэтрин Гордон (род. 2 сентября 1988). Леди Анна вышла замуж за Сару Макчесни (род. 1987) в 2017 году[8].
- Лорд Чарльз Дэвид Гордон (род. 4 июня 1990).